# Mikhaël Elbaz
 (mars 2013).
Si vous disposez d'ouvrages ou d'articles de référence ou si vous connaissez des sites web de qualité traitant du thème abordé ici, merci de compléter l'article en donnant les références utiles à sa vérifiabilité et en les liant à la section « Notes et références ».
Mikhaël Elbaz est un anthropologue marocain, professeur à l'université Laval de Québec. Il a mené de nombreuses recherches sur l'émigration des juifs marocains.

## Biographie
Né au Maroc en 1947, où il vit jusqu'à l'âge de 20 ans, Mikhaël Elbaz a fait des études d'anthropologie.
Il a été directeur du Laboratoire de recherches anthropologiques et rédacteur de la revue Anthropologie et Sociétés, à l’Université Laval. Ses divers domaines d’intérêt incluent les déportés et les exilés, la mondialisation de la culture, la mémoire et les identifications chez les immigrés, la dette et le pardon chez des communautés tranchées et retranchées, le fondamentalisme islamique et juif dans la postmodernité, les judéités dans le monde, la discrimination positive, les diasporas (juive et palestinienne). Ses principaux terrains sont le Maroc et Israël-Palestine.

## Publications
- 2000 : Mondialisation, citoyenneté et multiculturalisme (L'Harmattan) : essai écrit avec Denise Helly proposant une réflexion sur les enjeux posés par la mondialisation économique et culturelle, la crise de l'État-nation, les logiques d'incorporation nationale, l'intégration des citoyens, la formation d'identités plurielles ou prismatiques, la quête de solidarité dans des sociétés hétérogènes et incertaines, les idéaux d'égalité et de justice qui sont au cœur de la démocratie.
- 2001 : L'Insoumis (Desclée de Brouwer) : Un dialogue avec l'opposant marocain Abraham Serfaty.